# Nour Aboulmakarim
Nour Aboulmakarim (* 18. Februar 2003 in Kairo) ist eine ägyptische Squashspielerin.

## Karriere
Nour Aboulmakarim spielte bereits 2017 erstmals und bis 2020 vereinzelt auf der PSA World Tour. Seit 2021 ist sie regelmäßig auf der World aktiv und gewann auf dieser bislang zwei Titel. Der erste Titelgewinn gelang ihr auch sogleich in ihrer Debütsaison im August 2021 in Kairo nach einem Finalsieg gegen Kenzy Ayman. Im Saisonverlauf folgte im März 2022 dann auch der zweite Turniersieg. Im Finale in Karatschi bezwang sie Chan Sin-Yuk, die verletzungsbedingt aufgeben musste. Im Mai 2022 stand sie erstmals im Hauptfeld der Weltmeisterschaften, kam jedoch nicht über die erste Runde hinaus. In dieser unterlag sie Farida Mohamed in vier Sätzen. Nachdem Aboulmakarim 2020 bereits die Top 100 der Weltrangliste erreicht hatte, schloss sie das Kalenderjahr 2021 auf Rang 74 und die Saison 2021/22 auf Rang 53 ab. Ihre beste Platzierung in der Weltrangliste erreichte sie mit Rang 36 am 21. April 2025.
Im gesamten Saisonverlauf 2022/23 blieb Aboulmakarim in der Weltrangliste zwischen den Plätzen 39 und 44 und nahm nunmehr durchgehend an Turnier der höchsten Wertungskategorien teil. Bei der Weltmeisterschaft wurde sie zum Auftakt der topgesetzten Nouran Gohar zugelost, die Aboulmakarim deutlich mit 3:0 bezwang.

## Erfolge
- Gewonnene PSA-Titel: 2